# Ardian Rexhepi
Ardian Rexhepi, född 16 augusti 1993, är en svensk fotbollsspelare som spelar för Vinbergs IF.

## Klubbkarriär
Rexhepis moderklubb är Hyltebruks IF, vilka han 2007 lämnade för Halmstads BK. Han blev upptäckt av scouter från Atalanta under Gothia Cup 2010 och blev inbjuden till att provspela för klubben. Det resulterade dock inte i något kontrakt för den då 17-årige Rexhepi.
Till säsongen 2011 flyttades han upp i HBK:s A-lag och gjorde totalt fem inhopp under året. Han gjorde sin debut i A-laget i den trettonde omgången av Allsvenskan i en bortamatch mot BK Häcken där han blev inbytt med tre minuter kvar av matchen mot Kujtim Bala. I Superettan 2012 blev det inget spel för Rexhepi som valde att lämna klubben efter säsongen. I januari 2013 skrev han på ett treårskontrakt med Varbergs BoIS.
I augusti 2015 värvades Rexhepi av Ängelholms FF, där han skrev på ett kontrakt över säsongen 2016.
I februari 2017 värvades Rexhepi av norska Notodden. I augusti 2017 värvades Rexhepi av division 1-klubben IK Brage, där han skrev på ett 1,5-årskontrakt. Kontraktet fullföljdes aldrig och Rexhepi lämnade Brage efter säsongen 2017.
I maj 2018 skrev Rexhepi på för Tvååkers IF. I mars 2020 värvades han av Vinbergs IF.

## Landslagskarriär
Rexhepi spelade två matcher för Sveriges U19-landslag under 2011.